# Đặng Văn Địch
Wendi Deng  (giản thể: 默多克·邓文迪; phồn thể: 默多克·鄧文迪; bính âm: Mòduōkè Dèng Wéndí; (tên Hán Việt là Đặng Văn Địch) sinh 5/12/1968 là vợ thứ ba của Trùm truyền thông Chủ tịch và Tổng giám đốc tập đoàn News Corporation Rupert Murdoch.
Năm 1988 cô được một gia đình người Mỹ hỗ trợ để có visa du học sang Mỹ. Cô học kinh tế học tại Cal State Northridge và cuối cùng học tại Yale School of Management. Kinh nghiệm làm việc đầu tiên của cô trong lĩnh vực truyền thông là với Fox TV. Saur Fox TV, cô được mời thực tập tại Star TV, Hồng Kông, một công ty con của Tập đoàn News Corporation. Deng gặp Rupert Murdoch tại Hồng Kông năm 1997 khi Deng 29 tuổi và Murdoch 66 tuổi. Hai người cưới nhau năm 1999. Hiện tại Deng quản lý MySpace Trung Quốc.
Ngày 19/7/2011 cô trở nên nổi tiếng khi đã kịp thời ra tay bảo vệ chồng mình trong phiên điều trần buộc tội ông tại Quốc hội Anh trước khi một người phản đối ném đĩa bột vào mặt Murdoch. Hành động này đã được cộng đồng mạng khen ngợi và được báo chí khắp nới trên thế giới đang tin.

## Link ngoài
Tư liệu liên quan tới Wendi Murdoch tại Wikimedia Commons
 Tư liệu liên quan tới Wendi Deng tại Wikimedia Commons
- "Spiked!". Australian Broadcasting Corporation. ngày 7 tháng 5 năm 2007. Truy cập ngày 5 tháng 9 năm 2010.
- "Stain Removal". Australian Broadcasting Corporation. ngày 27 tháng 8 năm 2007. Truy cập ngày 5 tháng 9 năm 2010. (discusses the WikiScanner data in the editing of this Wikipedia article on Wendi Deng)
- (tiếng Trung) 邓文迪 at Baidu Baike và 邓文迪 at Hudong
- (tiếng Trung) Chinese MySpace page Lưu trữ ngày 23 tháng 5 năm 2010 tại Wayback Machine, photos Lưu trữ ngày 11 tháng 2 năm 2010 tại Wayback Machine and blog Lưu trữ ngày 23 tháng 5 năm 2010 tại Wayback Machine